# Divizia Națională 2011-2012
La Divizia Națională 2011-2012 è stata la 21ª edizione del massimo campionato di calcio moldavo. La stagione è iniziata il 23 luglio 2011 ed è terminata il 23 maggio 2012. Lo Sheriff Tiraspol ha vinto il titolo per l'undicesima volta.

## Novità
Le squadre iscritte diminuirono da 14 a 12. Găgăuzia e Dinamo Bender, le ultime due classificate nella stagione precedente, non ottennero la licenza per la Divizia Națională e furono retrocesse.
Nemmeno le prime quattro classificate della Divizia A, Locomotiv Bălți, Ursidos Chișinău, Dinamo-Auto Tiraspol e Intersport-Aroma ebbero la licenza, così nessuna squadra venne promossa.

## Regolamento
Le 12 squadre si affrontarono in gironi di andata-ritorno-andata, per un totale di 33 giornate con le ultime due classificate retrocesse in Divizia A.
Le squadre partecipanti alle coppe europee furono quattro: la squadra campione si qualificò al secondo turno della UEFA Champions League 2012-2013 mentre la seconda e la terza classificata si qualificarono al primo turno di qualificazione della UEFA Europa League 2012-2013 insieme alla vincitrice della coppa nazionale.

## Squadre partecipanti
| Club                | Città      | Stadio             | Posizione 2010-2011  |
| ------------------- | ---------- | ------------------ | -------------------- |
| Academia Chișinău   | Chișinău   | Stadio Dinamo      | 9º posto             |
| Costuleni           | Costuleni  | Stadio Orhei       | 10º posto            |
| CSCA-Rapid Chișinău | Ghidighici | Stadio Ghidighici  | 8º posto             |
| Dacia Chișinău      | Chișinău   | Stadio Dinamo      | Campione di Moldavia |
| Tiraspol            | Tiraspol   | Stadio Sheriff     | 7º posto             |
| Iskra-Stal          | Rîbnița    | Stadio Orășenesc   | 5º posto             |
| Milsami Orhei       | Orhei      | Stadio Orhei       | 3º posto             |
| Nistru Otaci        | Otaci      | Stadio Călărășăuca | 11º posto            |
| Zarea Bălți         | Bălți      | Stadio Olimpia     | 6º posto             |
| Sfîntul Gheorghe    | Suruceni   | Stadio Suruceni    | 12º posto            |
| Sheriff Tiraspol    | Tiraspol   | Stadio Sheriff     | 2º posto             |
| Zimbru Chișinău     | Chișinău   | Stadio Zimbru      | 4º posto             |

## Classifica
|  | Pos. | Squadra             | Pt | G  | V  | N  | P  | GF | GS | DR  |
|  | ---- | ------------------- | -- | -- | -- | -- | -- | -- | -- | --- |
|  | 1.   | Sheriff Tiraspol    | 81 | 33 | 25 | 6  | 2  | 75 | 18 | +57 |
|  | 2.   | Dacia Chișinău      | 77 | 33 | 24 | 5  | 4  | 63 | 17 | +46 |
|  | 3.   | Zimbru Chișinău     | 61 | 33 | 17 | 10 | 6  | 47 | 24 | +23 |
|  | 4.   | Milsami Orhei       | 47 | 33 | 14 | 5  | 14 | 41 | 37 | +4  |
|  | 5.   | Zarea Bălți         | 45 | 33 | 10 | 15 | 8  | 26 | 27 | -1  |
|  | 6.   | Tiraspol            | 42 | 33 | 10 | 12 | 11 | 36 | 32 | +4  |
|  | 7.   | Iskra-Stal          | 40 | 33 | 11 | 7  | 15 | 41 | 48 | -7  |
|  | 8.   | Nistru Otaci        | 39 | 33 | 10 | 9  | 14 | 30 | 41 | -11 |
|  | 9.   | Academia Chișinău   | 31 | 33 | 6  | 13 | 14 | 32 | 48 | -16 |
|  | 10.  | Sfîntul Gheorghe    | 30 | 33 | 7  | 9  | 17 | 23 | 55 | -32 |
|  | 11.  | CSCA-Rapid Chișinău | 26 | 33 | 6  | 8  | 19 | 20 | 52 | -32 |
|  | 12.  | Costuleni           | 20 | 33 | 3  | 11 | 19 | 19 | 54 | -35 |

Legenda:

      Campione di Moldavia e ammessa alla UEFA Champions League 2012-2013

      Ammesse alla UEFA Europa League 2012-2013

      Retrocesse in Divizia A 2012-2013

## Risultati
|              | Aca     | CSC     | Cos     | Dac     | Isk     | Mil     | Nis     | Oli     | Sfî     | She     | Tir     | Zim     |
| ------------ | ------- | ------- | ------- | ------- | ------- | ------- | ------- | ------- | ------- | ------- | ------- | ------- |
| Academia UTM | ––––    | 1-1 3-1 | 1-0     | 0-3     | 1-3     | 2-5 1-0 | 0-0     | 1-1     | 2-2     | 1-2 2-0 | 0-2 1-1 | 0-2     |
| CSCA-Rapid   | 3-2     | ––––    | 0-0     | 1-2     | 2-1     | 1-1 0-1 | 0-0     | 0-0     | 0-0 1-0 | 1-2 0-2 | 0-1 0-2 | 1-2 2-3 |
| Costuleni    | 1-1 2-2 | 1-2 1-0 | ––––    | 0-1     | 3-3     | 1-3     | 0-0 0-1 | 0-0     | 2-1 1-0 | 0-2     | 0-4 1-2 | 0-0     |
| Dacia        | 3-1 3-0 | 3-0 2-0 | 1-0 3-0 | ––––    | 1-2     | 2-0 2-1 | 1-0     | 3-1     | 2-0     | 0-0     | 1-1 0-0 | 2-0 4-0 |
| Iskra-Stal   | 1-1     | 4-0 1-2 | 3-0 1-1 | 1-4 0-2 | ––––    | 0-1 0-2 | 1-0     | 1-1     | 3-0     | 1-2     | 3-1 0-2 | 0-3     |
| Milsami      | 3-2     | 3-1     | 5-1 2-1 | 0-1     | 0-1     | ––––    | 1-2 0-2 | 0-0 2-2 | 0-1 3-0 | 0-2 0-1 | 1-0     | 1-1 1-0 |
| Nistru       | 0-1 0-0 | 2-0 3-0 | 0-0     | 1-3     | 1-2 1-0 | 2-1     | ––––    | 0-1 1-1 | 2-0     | 0-3     | 1-1     | 2-2     |
| Olimpia      | 1-0     | 4-0 3-0 | 0-0 2-0 | 0-1 1-0 | 2-1 0-0 | 0-1     | 0-3     | ––––    | 1-2     | 1-2     | 1-0 0-0 | 0-0     |
| Sfîntul      | 0-2 2-0 | 0-0     | 2-1     | 0-6 3-1 | 2-2 0-1 | 0-1     | 2-2 1-0 | 0-1 0-0 | ––––    | 2-2     | 1-0     | 0-3     |
| Sheriff      | 1-1     | 2-0     | 4-0 4-1 | 0-0     | 5-1 2-1 | 2-1     | 4-0 3-0 | 0-0 6-0 | 5-0     | ––––    | 3-1     | 2-1     |
| Tiraspol     | 0-0     | 0-1     | 3-1     | 0-2     | 0-1     | 0-0 4-1 | 2-0 2-3 | 0-0     | 1-1     | 2-3 0-3 | ––––    | 0-0 1-0 |
| Zimbru       | 1-1     | 0-0     | 0-0 1-0 | 3-1     | 4-1 1-0 | 2-0     | 3-0     | 2-0 1-1 | 2-0     | 0-1 1-0 | 2-2     | ––––    |

## Classifica marcatori
| Gol |  |  | Giocatore            | Squadra          |
| --- |  |  | -------------------- | ---------------- |
| 18  |  |  | Wilfried Balima      | Sheriff Tiraspol |
| 14  |  |  | Oleg Molla           | Zimbru Chișinău  |
| 14  |  |  | Aleksandar Pešić     | Sheriff Tiraspol |
| 12  |  |  | Vasilij Pavlov       | Dacia Chișinău   |
| 11  |  |  | Maxim Mihaliov       | Dacia Chișinău   |
| 11  |  |  | Ghenadie Orbu        | Dacia Chișinău   |
| 9   |  |  | Constantin Iavorschi | Iskra-Stal       |
| 9   |  |  | Henrique Luvannor    | Sheriff Tiraspol |
| 9   |  |  | Eric Sackey          | Sfîntul Gheorghe |
| 8   |  |  | Radu Catan           | Zimbru Chișinău  |
| 8   |  |  | Miloš Krkotić        | Dacia Chișinău   |